# Night Ferry

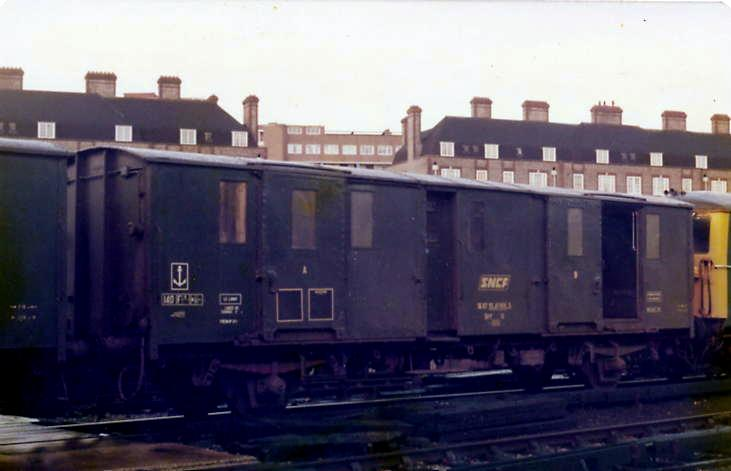
Night Ferry i London 1977.

Night Ferry var, trots namnet, i första hand inte själva färjan utan ett nattåg som rörde sig mellan London Victoria i England i Storbritannien och Gare du Nord i Paris i Frankrike, senare även Bryssel i Belgien. Trafiken bedrevs av SNCF och Southern Railway och senare, då Storbritannien den 1 januari 1948 förstatligat järnvägsnätet, av Southern Region inom British Railways. Första tåget avgick den 14 oktober 1936, det sista den 31 oktober 1980.
En tågfärja användes mellan Dover och Dunkerque, för att transportera passagerarna medan de låg och sov.

### Fotnoter
1. ↑  ”The Night Ferry” (på engelska). Dover-Kent. Arkiverad från originalet den 18 maj 2006. https://web.archive.org/web/20060518002658/http://www.dover-kent.co.uk/transport/night_ferry.htm. Läst 15 oktober 2014.